# Raquel González i Campos
Raquel González Campos (Mataró, Maresme, 16 de novembre de 1989) és una atleta catalana, especialitzada en marxa.
Va començar a practicar l'atletisme al GA Lluïsos de Mataró i posteriorment, va competir amb l'Agrupació Atlètica Catalunya. Des de l'any 2004 es prepara esportivament al CAR de Sant Cugat, sota la direcció de Josep Marín. El 2013 va fitxar per la secció d'atletisme del FC Barcelona. En categories inferiors, va aconseguir diversos campionats de Catalunya sub-20 i sub-23 i d'Espanya sub-18, sub-20 i universitaria. En categoria absoluta, ha guanyat set Campionats de Catalunya en 20 km marxa i cinc d'Espanya. També és plusmarquista estatal en 10 km marxa (2016) i en 50 km marxa (2019). Internacional en dotze ocasions amb la selecció espanyola des de 2013, va aconseguir una medalla d'argent als Jocs Mediterranis de 2013 i va competir a dos Campionats del Món (2015 i 2019) i dos d'Europa (2014 i 2018). Va participar en els Jocs Olímpics de Rio de Janeiro 2016 en la prova de 20 km marxa, finalitzant en la 20a posició.
Entre d'altres reconeixements, va ser escollida la millor esportista de Mataró el 2018 i millor atleta catalana de l'any el 2022.

## Palmarès
Campionats de Catalunya
- 7 Campionats de Catalunya en 20 km marxa: 2010, 2013, 2014, 2015, 2018, 2019 i 2020

Campionats d'Espanya
- 3 Campionats d'Espanya en 10 km marxa: 2016, 2017 i 2018
- 1 Campionats d'Espanya en 20 km marxa: 2015
- 1 Campionats d'Espanya en 50 km marxa: 2019

Selecció espanyola
- 1 medalla d'argent als Jocs Mediterranis de 2013